# Germanico Savorgnan
Germanico Savorgnan (1554 – Vienna, 1597) è stato un architetto e condottiero italiano.

## Biografia
Appartenente alla omonima nobile famiglia friulana è stato un architetto ed ingegnere militare e sovrintendente alla fortificazioni di Ungheria.
Ancora adolescente seguì lo zio paterno Giulio a Cipro ed assistette alla fortificazione di Nicosia, apprendendo l'arte delle costruzioni militari.
Dopo un periodo di permanenza a Bonn, Germanico venne chiamato alla corte di Vincenzo I Gonzaga, duca di Mantova e del Monferrato che gli affidò, nel 1589, l'incarico di costruire la cittadella fortificata di Casale Monferrato, feudo gonzaghesco e distrutta nel 1700 dal re di Francia Luigi XIV.
Savorgnan fu inviato dal duca di Mantova ad occupare militarmente la città fortezza di Castel Goffredo allorché nel 1593 venne assassinato il marchese Rodolfo Gonzaga, ultimo rappresentante dei "Gonzaga di Castel Goffredo".